# Tírvia
Tírvia este o localitate în Spania în comunitatea Catalonia în provincia Lleida. La 1 ianuarie 2006 avea o populație de 120 locuitori, din care 64 bărbați și 56 femei. .